# NGC 566
NGC 566 este o galaxie lenticulară situată în constelația Peștii. A fost descoperită în 22 noiembrie 1827 de către John Herschel.